# MetaCyc
La base de datos MetaCyz contiene una amplia información sobre rutas metabólicas y enzimas de muchos organismos. MetaCyc almacena rutas metabólicas determinadas experimentalmente.
MetaCyc puede servir como datos de referencia establecidos para la predicción computacional de las rutas metabólicas de organismos a partir de sus genomas, y ha sido utilizado para realizar predicciones de las rutas metabólicas para cientos de organismos.
MetaCyc contiene una amplia información sobre cada enzima, describiendo su estructura subunitaria, cofactores, activadores e inhibidores, especificidad de sustrato, y, en algunos casos, las constantes cinéticas.
También proporciona referencias de comentarios y literatura.